# Retriever de Nova Escòcia

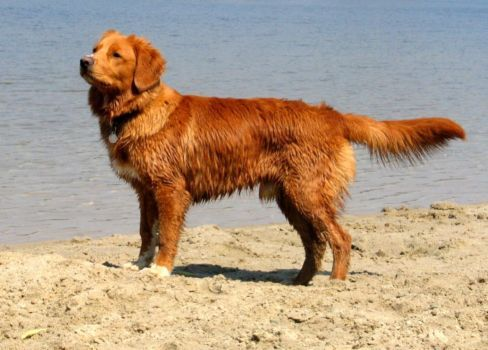
Un retriever de Nova Escòcia

El Retriever de Nova Escòcia o Nova Scotia Duck Tolling Retriever és una raça de gos de caça originària de la regió de Nova Escòcia (Canadà). Aquesta raça de retriever estava en perill d'extinció fins que es va recuperar gràcies a la tasca de criadors canadencs i escandinaus.

## Descripció

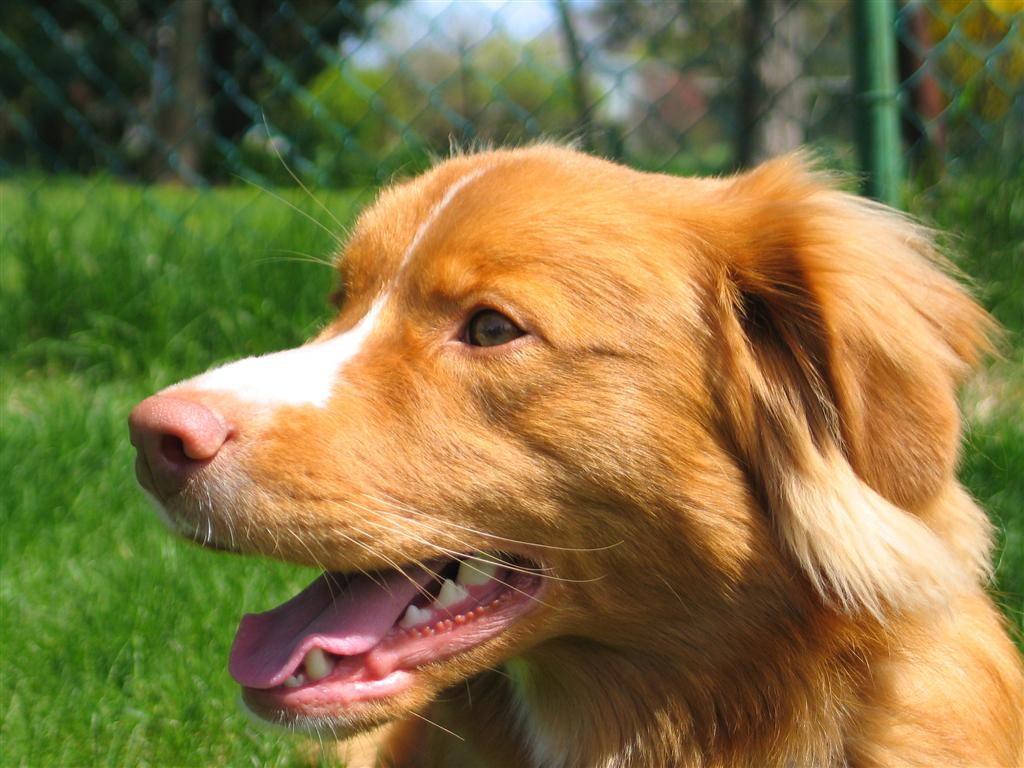
Detall del cap

És el retriever més petit de tots, els mascles mesuren de 48 a 51 cm i les femelles de 45 a 48 cm.
Actualment s'utilitza sobretot per a la caça d'aus aquàtiques, ja que a part de cobrar, actua com a esquer cridant l'atenció a les aus amb els seus moviments i salts.
Els seus colors més freqüents són diversos tons de vermell o taronja i marques blanques a la punta de la cua, els peus, el pit i al front.
El Retriever de Nova Escòcia és un gos molt intel·ligent i fàcil d'entrenar. Té un gran caràcter juganer i li agrada molt l'aigua.

## Galeria

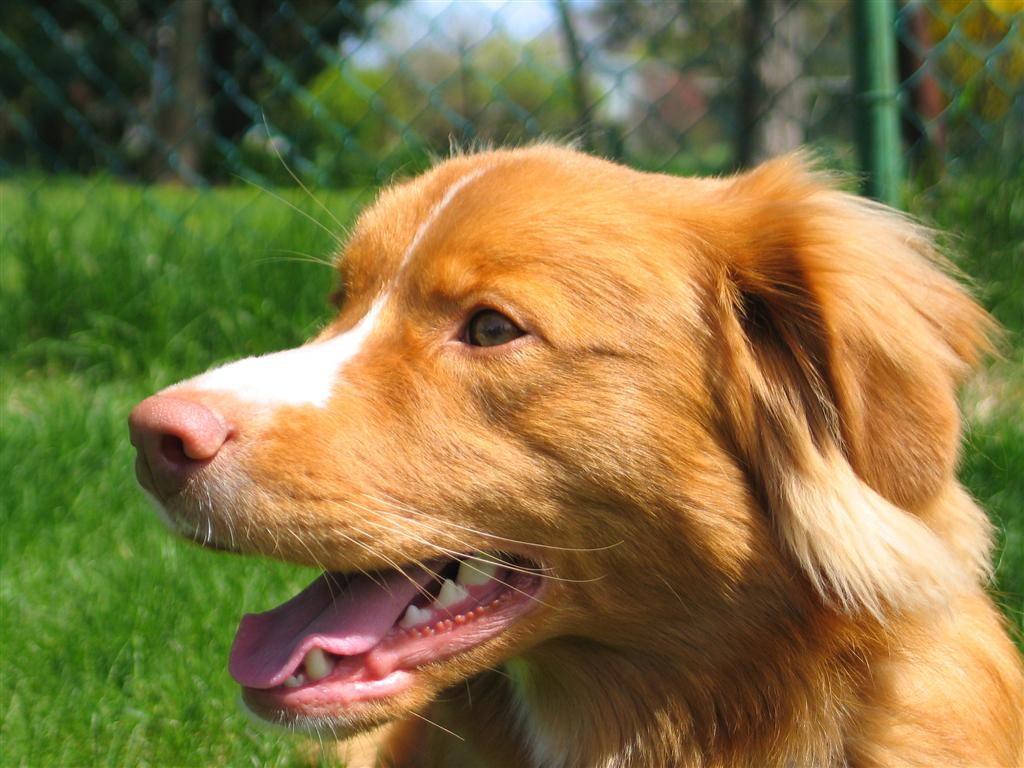
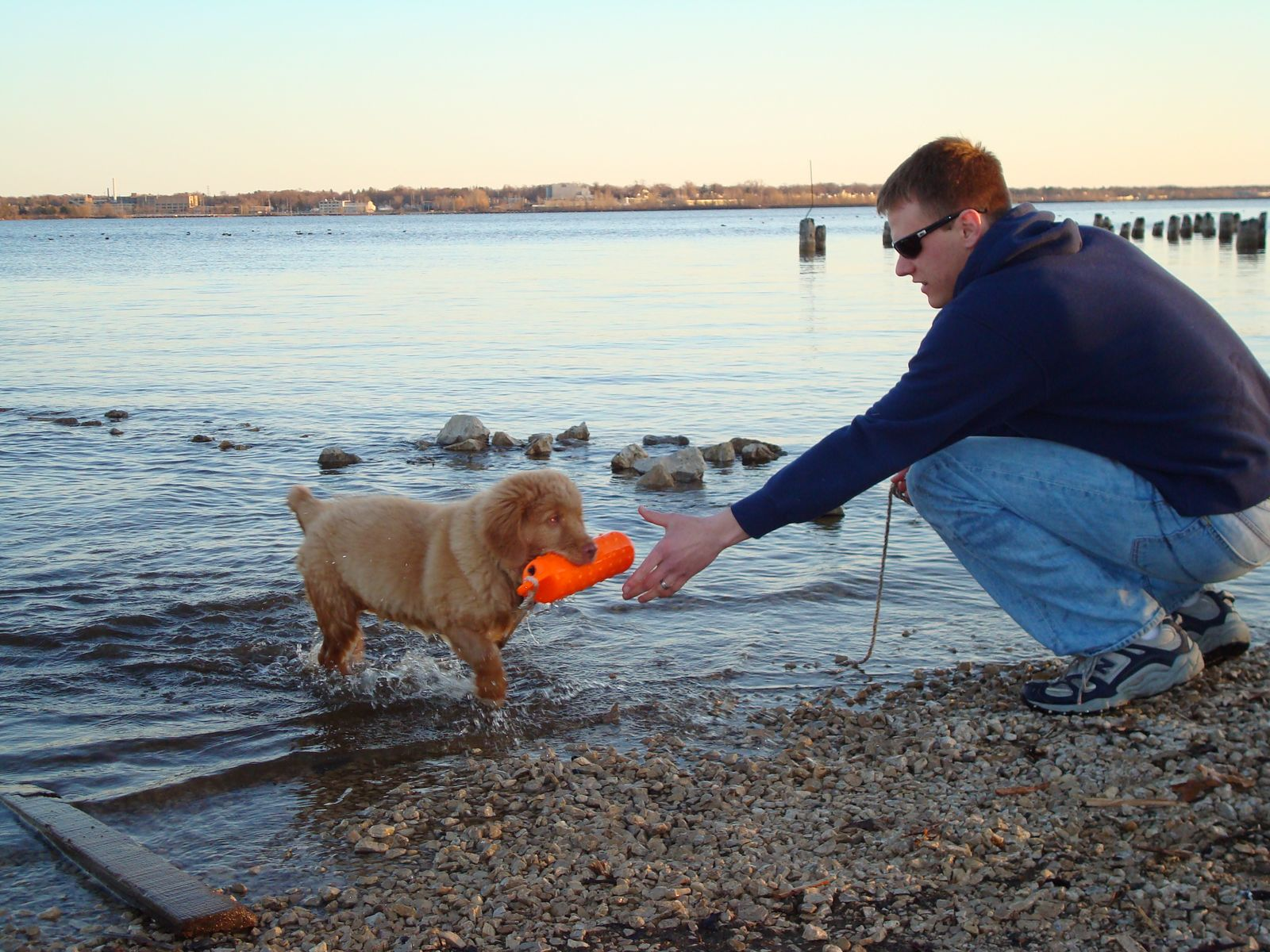
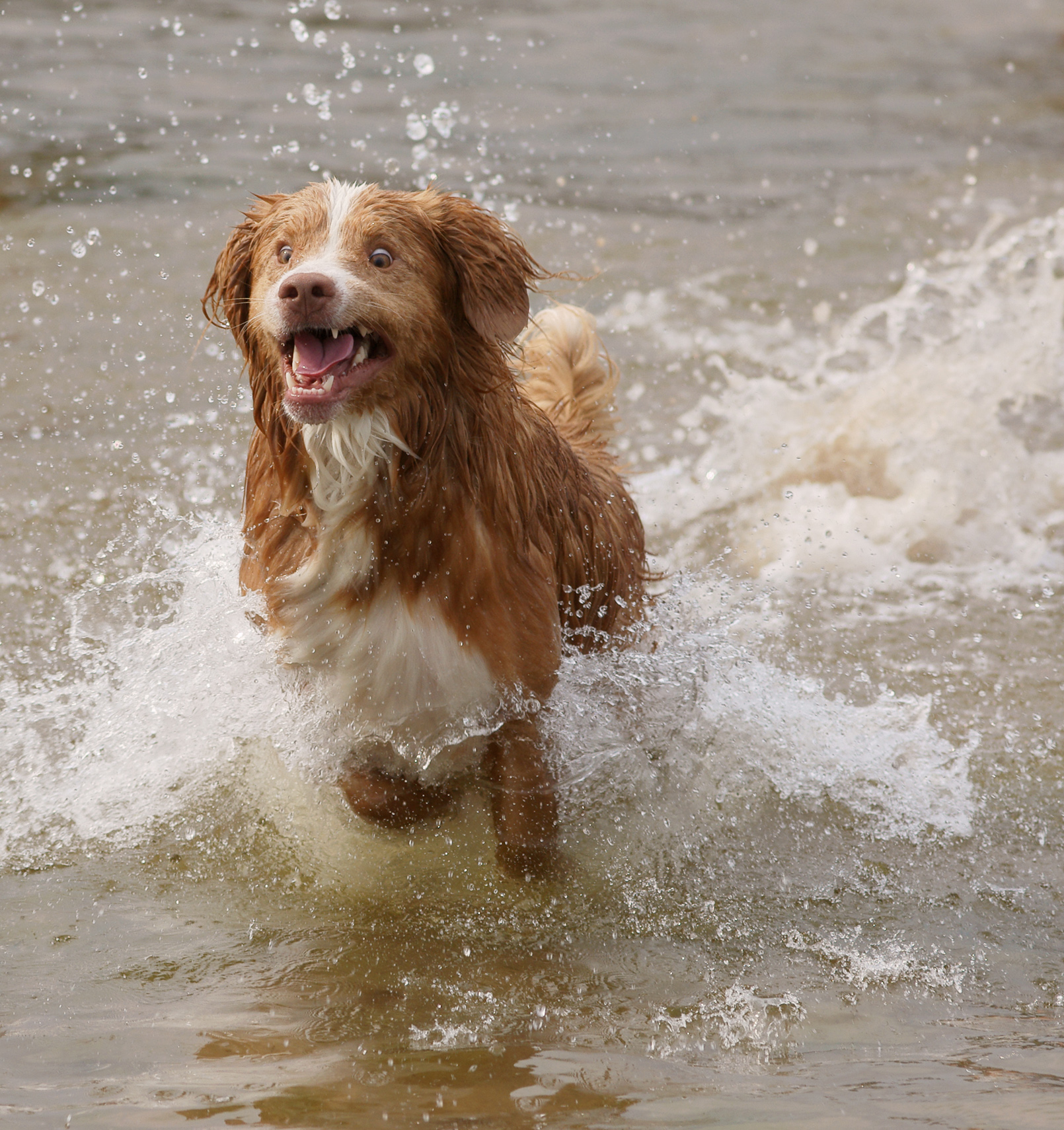
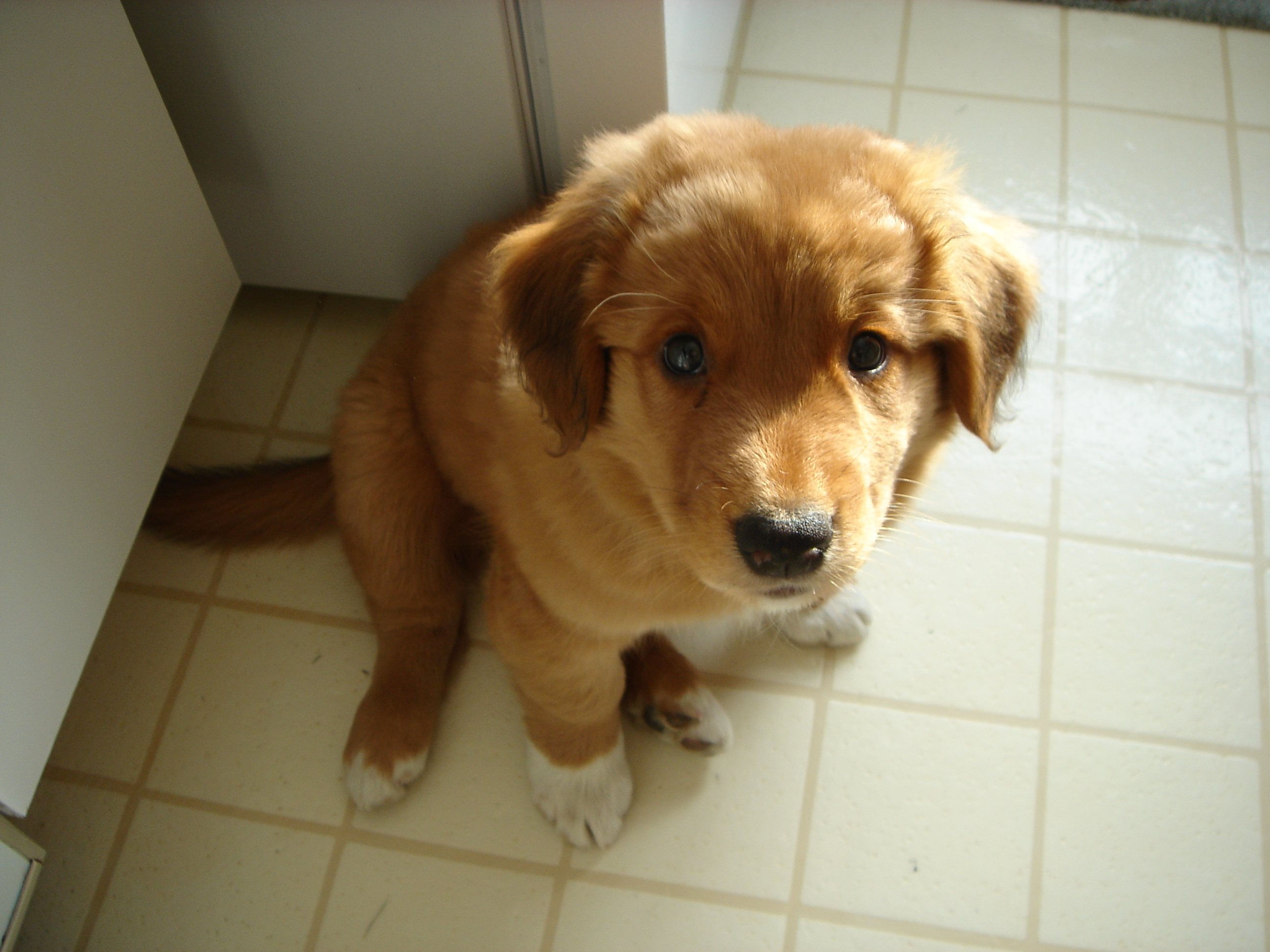
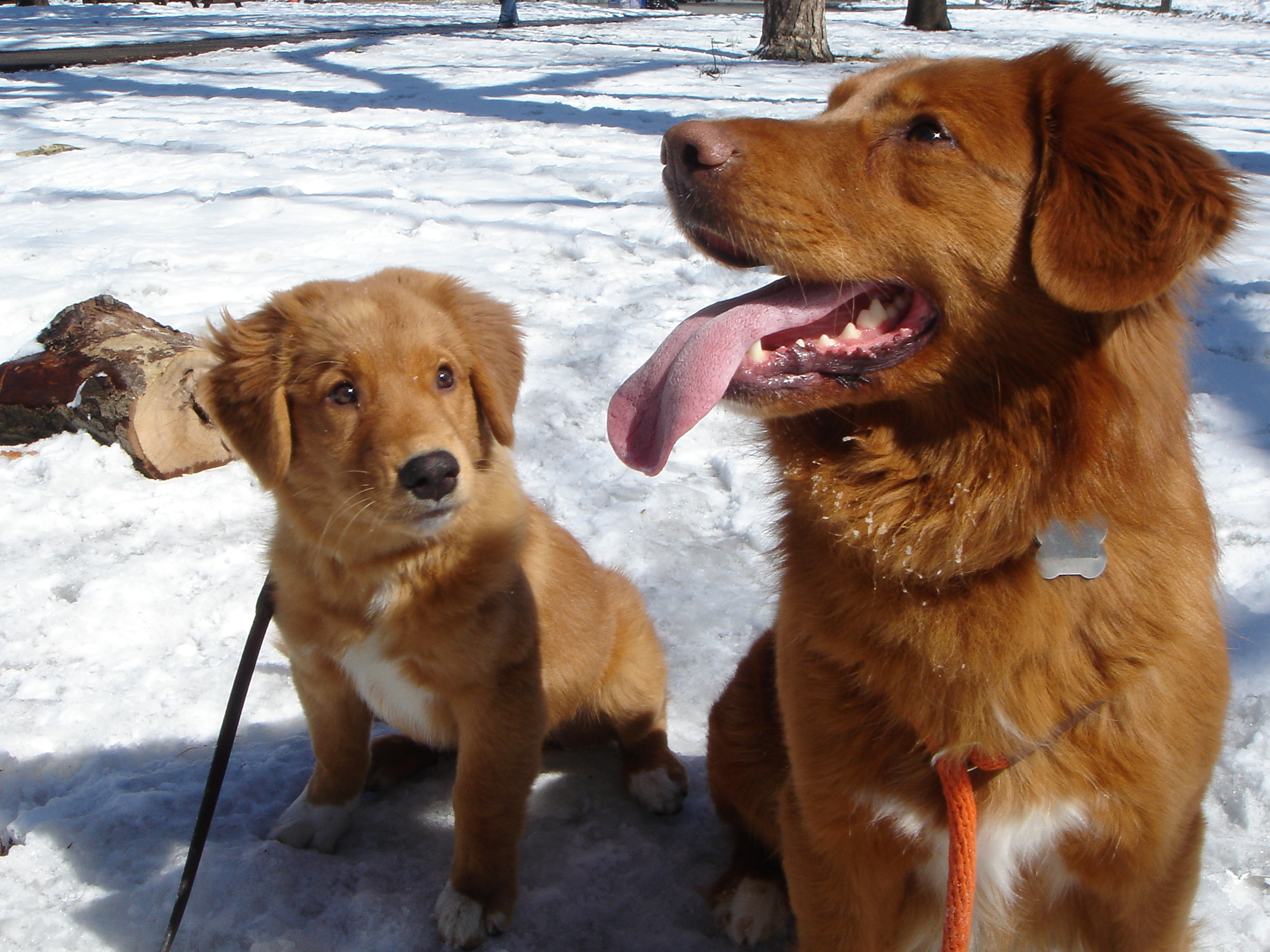
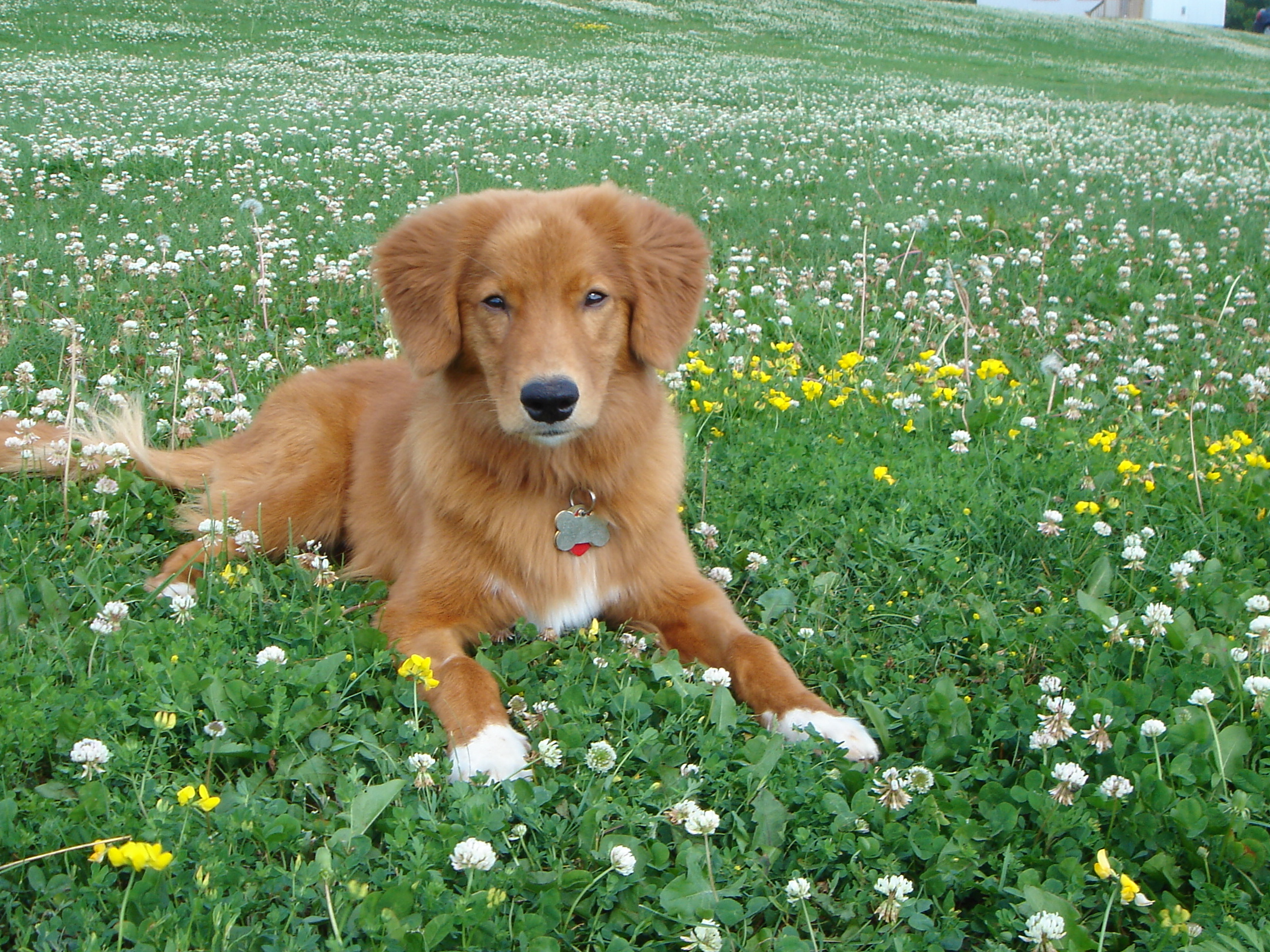
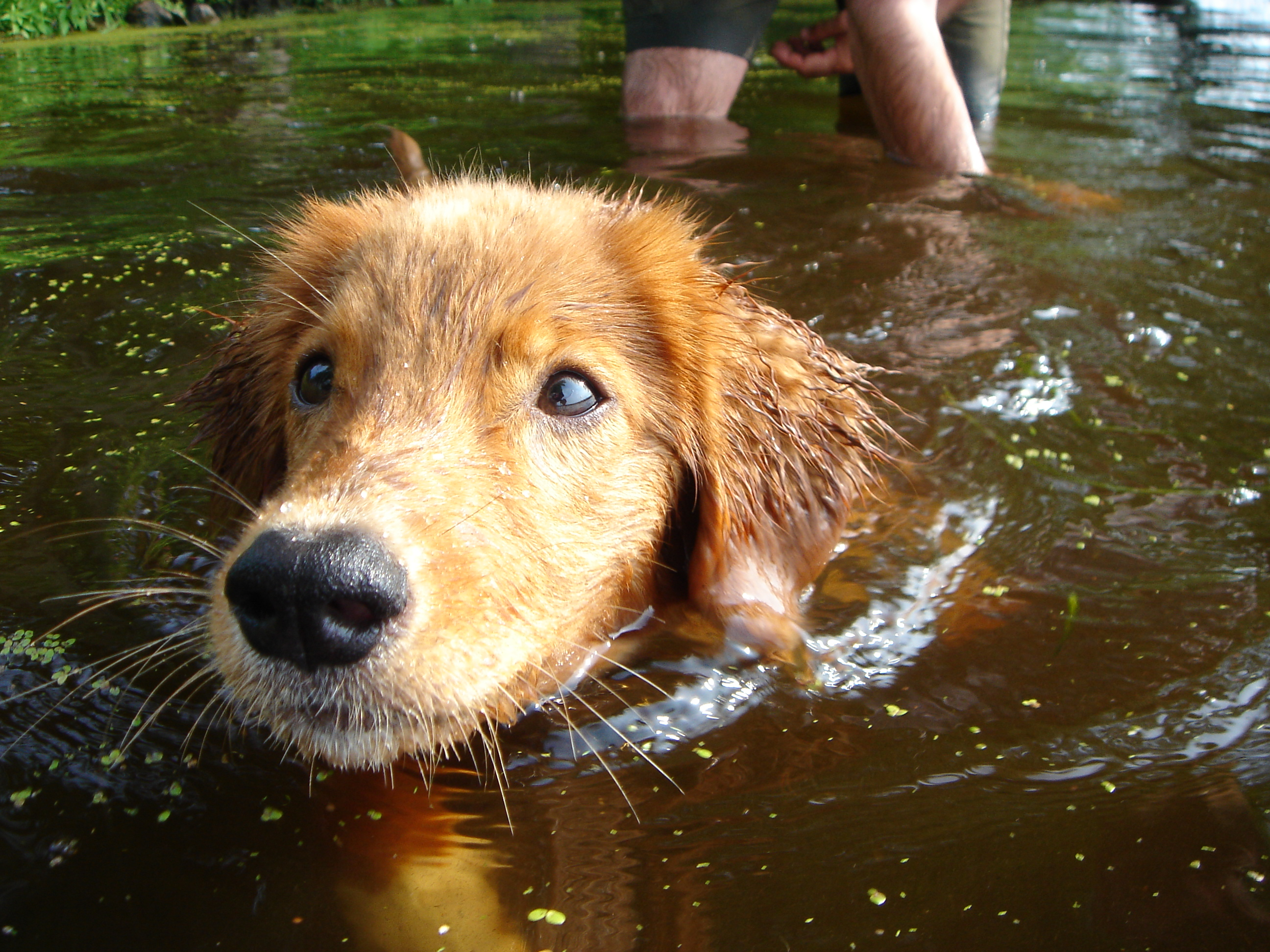
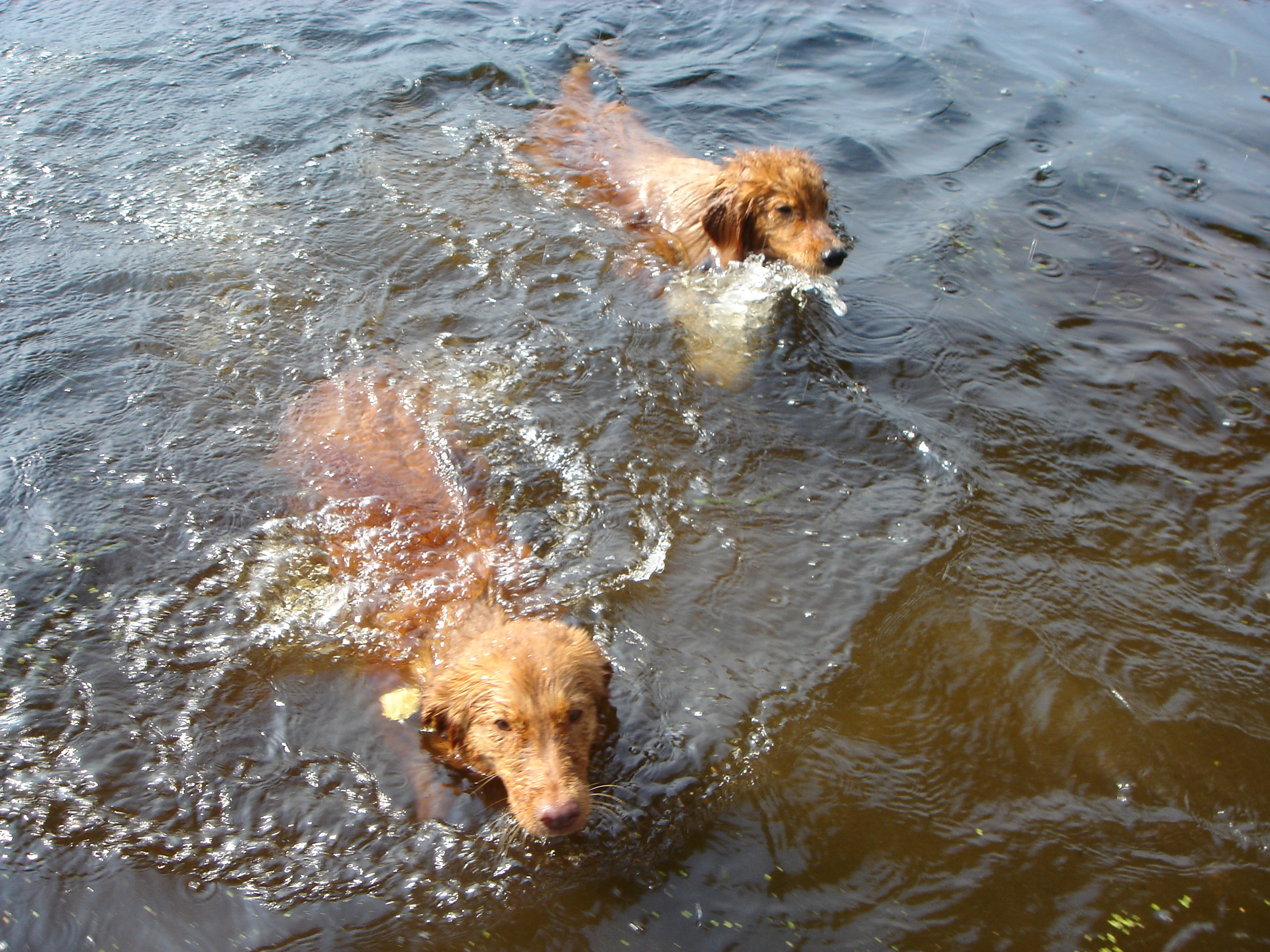